# Kodu
Kodu, originalmente chamado de Boku, é um ambiente de programação visual, desenhado para ser acessível para crianças e divertido para qualquer um. Kodu pode ser executado no Microsoft Windows e no Xbox 360. Ele foi lançado no Xbox LIVE Marketplace em 30 de junho de 2009. A versão para PC está disponível para usuários acadêmicos via convite Connect e usa ClickOnce para instalação.

## Visão geral
Kodu é uma ferramenta de programação visual, que pode ser executado no Microsoft Windows XP, Vista e 7 e no Xbox 360. O projeto é baseado no Logo e outros projetos como AgentSheets, Squeak e Alice.
Kodu é disponível para download noe Há também uma versão para PC, em estado beta, que está disponível apenas para educadores